# Antenna turnstile

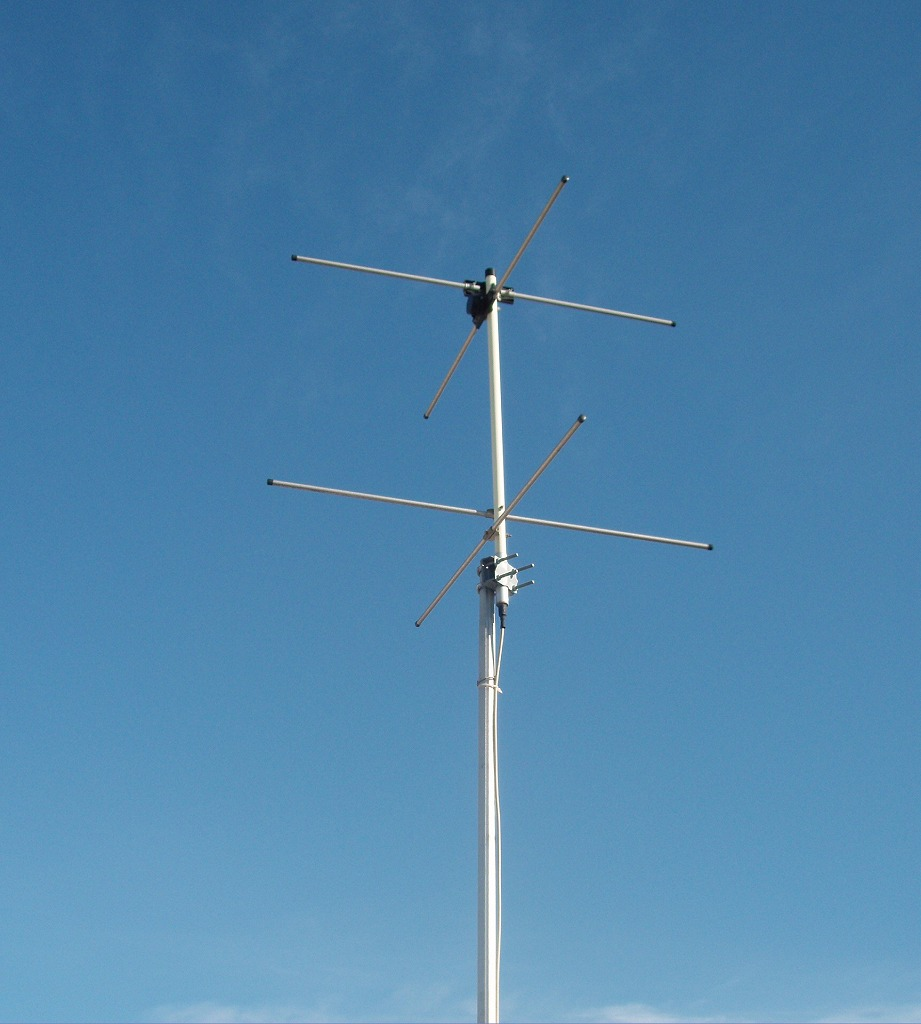
Un'antenna turnstile per satelliti meteorologici.

Un'antenna turnstile è costituita da due antenne a dipolo poste sullo stesso piano e orientate ad angolo retto; le alimentazioni dei due dipoli sono sfasate di 90°.
Il nome si riferisce al fatto che quando il piano dei dipoli è orizzontale, l'antenna assomiglia ad un tornello (turnstile in inglese).
Quando l'antenna viene montata orizzontalmente, sul piano verticale è quasi omnidirezionale. Quando invece è montata verticalmente, la sua direzione di radiazione è perpendicolare rispetto a tale piano ed ha polarizzazione circolare.
L'antenna turnstile spesso viene impiegata per comunicazioni satellitari, perché grazie alla sua polarizzazione circolare, la polarizzazione del segnale non deve ruotare al ruotare del satellite. Viene inoltre utilizzata per le trasmissioni televisive. I principi di funzionamento dell'antenna turnstile sono applicabili anche alle antenne Yagi-Uda e logperiodiche.